# ジャン＝ヴィクトル・ド・ブザンヴァル・ド・ブルンシュタット

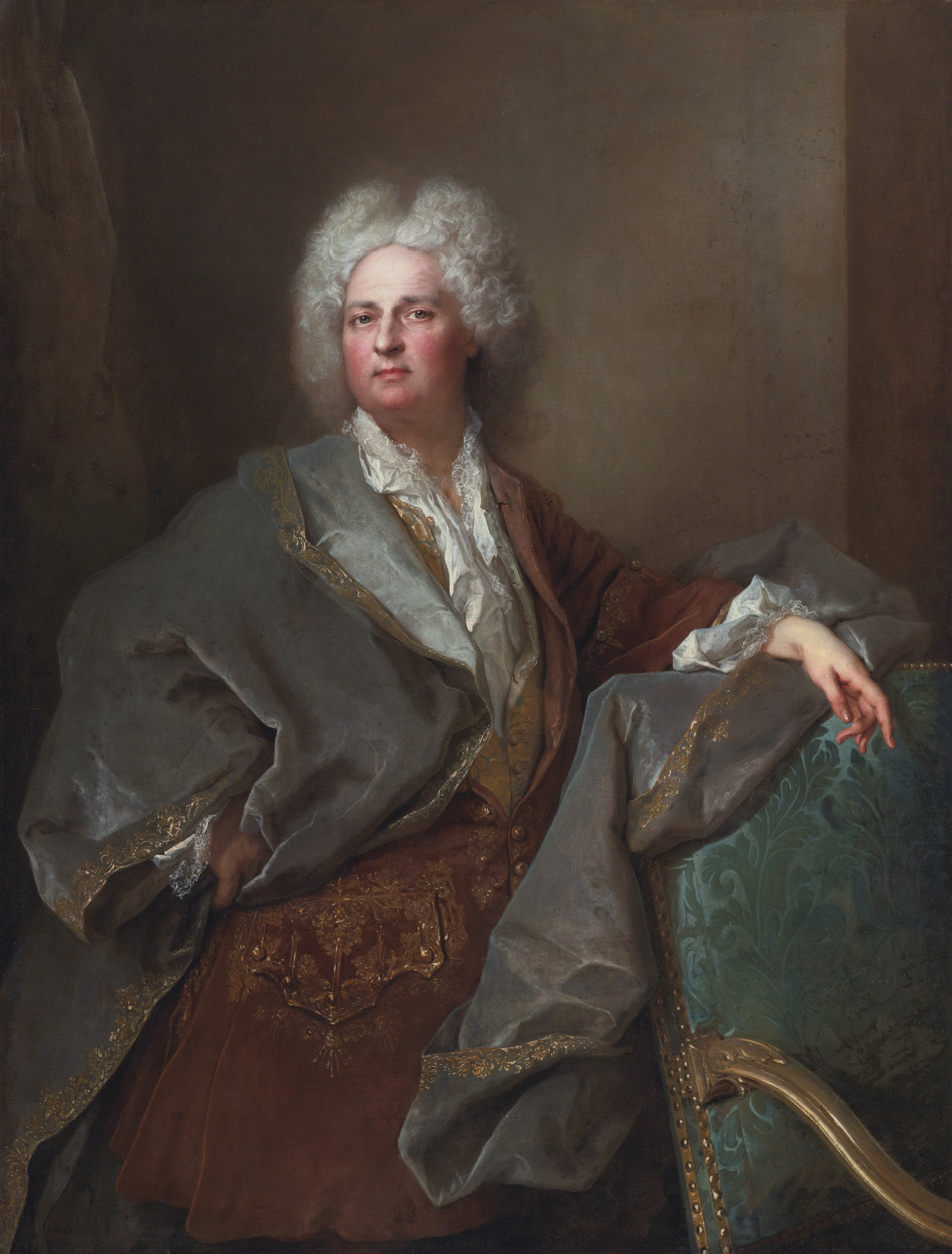
ブザンヴァル男爵ジャン＝ヴィクトル、ニコラ・ド・ラルジリエール画

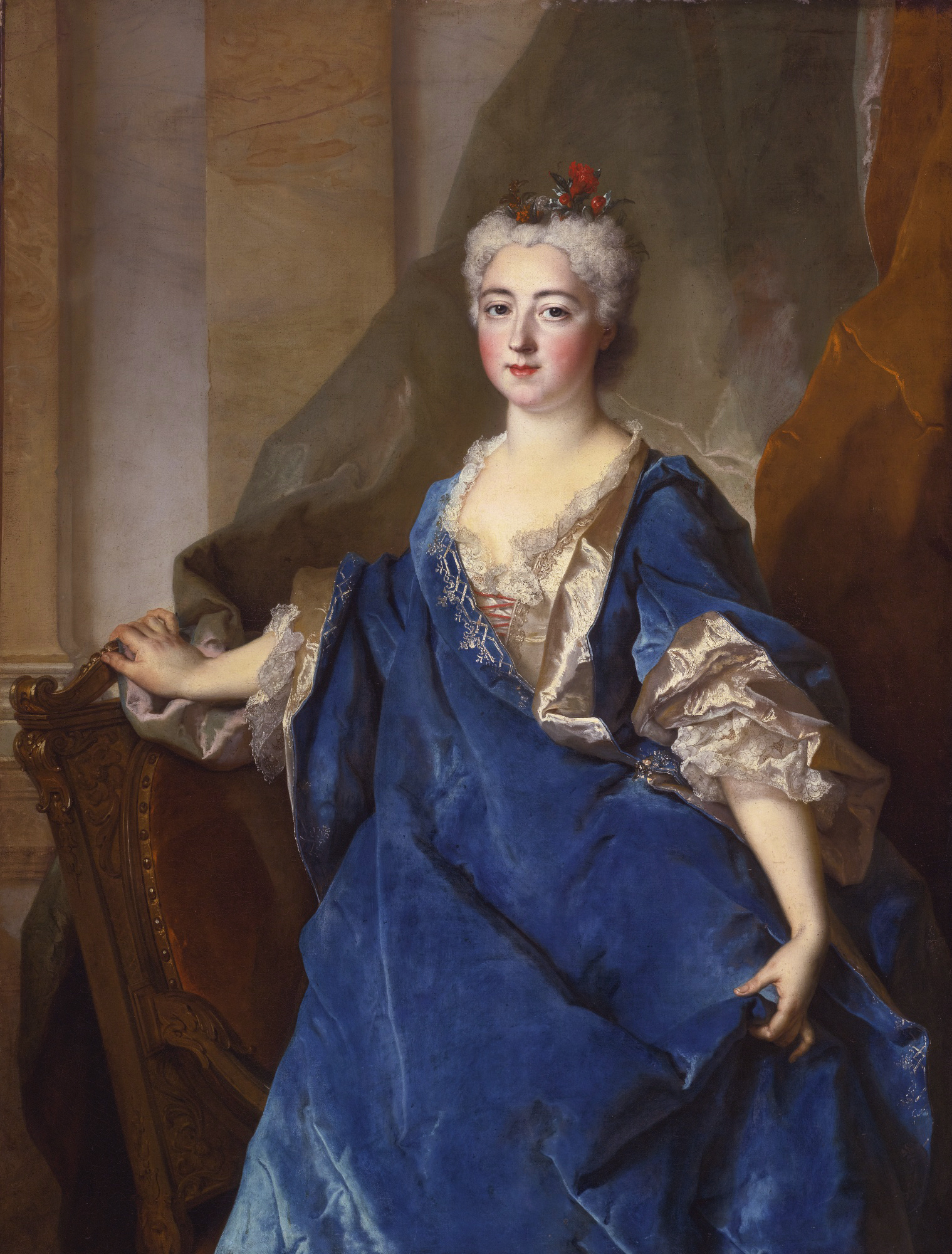
ブザンヴァル男爵夫人カタジナ、ラルジリエール画

ジャン＝ヴィクトル・ド・ブザンヴァル・ド・ブルンシュタット（Jean-Victor de Besenval, baron de Brünstatt, 1671年6月26日［洗礼日］ ゾロトゥルン - 1736年3月11日 パリ）は、フランスの陸軍元帥、連隊長、政治家及び大使。スイス出身。

## 生涯
同名の父ジャン＝ヴィクトル・ド・ブザンヴァル・ド・ブルンシュタット（1638年 - 1713年）の長男。2人の弟ピエール＝ジョゼフ（1675年 - 1736年）とカール＝ジャコブ（1677年 - 1738年）がいる。生地ゾロトゥルンのイエズス会系学校を卒業後、ギャルド・スイスの士官候補生となる。1689年ゾロトゥルン州議会議員及びアルト＝サリス（Alt-Salis）・スイス人連隊の大尉となる。1691年フランス陸軍の歩兵大佐、1704旅団長に昇進。1705年聖ルイ勲章騎士章を授かる。1710年陸軍元帥に就任。
1707年、フランス臨時大使に任命されスウェーデン王カール12世の宮廷に派遣される。1709年にはポーランド王スタニスワフ・レシュチンスキの許に派遣される。1711年北欧諸国への特命全権公使に転じる。1713年から1721年まで、ポーランドのアウグスト強王の宮廷への大使を務めた。ポーランド大使在任中の1716年、同国の宮内長官カジミェシュ・ルドヴィク・ビェリンスキの娘カタジナ・ビェリンスカと結婚。カタジナはアウグスト強王の寵姫マリアンナ・デーンホフの姉であった。夫婦の間には息子のピエール＝ヴィクトル（1721年 - 1794年）が生まれている。
1719年フランス軍の陸軍少将、1722年陸軍中将となる。1722年から1736年までギャルド・スイスの連隊長を務めた。
家族と共にヴァルデック城及びパレ・ブザンヴァルを所有した。

## 引用
1. ↑  Andreas Fankhauser: Johann Viktor Besenval von Brunnstatt. In: Historisches Lexikon der Schweiz.